# شهرآورد شمال لندن
شهرآورد یا دربی شمال لندن (به انگلیسی: North London derby) به مسابقاتی گویند که مابین تیم‌های آرسنال و تاتنهام انجام می‌شود. اولین مسابقه بین دو تیم در ۱۹ نوامبر ۱۸۸۷ که یک مسابقه دوستانه بوده برگزار شده‌است.

## نتایج
| بازی‌های داخلی | آرسنال | تاتنهام |
| ------------- | ------ | ------- |
| لیگ           | ۱۳     | ۲       |
| جام حذفی      | ۱۰     | ۸       |
| جام اتحادیه   | ۲      | ۴       |
| مجموع         | ۲۵     | ۱۴      |

| بازی‌های اروپایی        | آرسنال | تاتنهام |
| ---------------------- | ------ | ------- |
| جام در جام اروپا       | ۱      | ۱       |
| جام یوفا               | ۰      | ۲       |
| Inter-Cities Fairs Cup | ۰      | ۱       |
| مجموع                  | ۱      | ۴       |

## آمار و رکوردها

### خلاصه نتایج
تا ۲۶ سپتامبر ۲۰۲۱ (از سال ۱۹۰۹)
| رقابت       | بازی‌ها | بردهای آرسنال | تساوی‌ها | بردهای اسپرز | گل‌های آرسنال | گل‌های اسپرز |
| ----------- | ------ | ------------- | ------- | ------------ | ------------ | ----------- |
| لیگ         | ۱۷۱    | ۶۹            | ۴۷      | ۵۵           | ۲۶۳          | ۲۳۲         |
| جام حذفی    | ۶      | ۴             | ۰       | ۲            | ۹            | ۵           |
| جام اتحادیه | ۱۴     | ۷             | ۳       | ۴            | ۲۱           | ۱۹          |
| جام خیریه   | ۱      | ۰             | ۱       | ۰            | ۰            | ۰           |
| مجموع       | ۱۹۲    | ۸۰            | ۵۱      | ۶۱           | ۲۹۳          | ۲۵۶         |

## افتخارات
| آرسنال          | رقابت                            | تاتنهام |
| --------------- | -------------------------------- | ------- |
| داخلی           |                                  |         |
| ۱۳              | لیگ برتر                         | ۲       |
| ۱۰              | جام حذفی                         | ۸       |
| ۱۵              | جام خیریه                        | ۷       |
| ۲               | جام ای‌اف‌ال                       | ۴       |
| ۱               | جام قرن لیگ فوتبال (تمام شده)    | ۰       |
| ۴۱              | مجموع                            | ۲۱      |
| اروپایی و جهانی |                                  |         |
| ۰               | لیگ قهرمانان اروپا               | ۰       |
| ۱               | جام برندگان جام اروپا (تمام شده) | ۱       |
| ۰               | لیگ اروپا/جام یوفا               | ۲       |
| ۰               | سوپر جام اروپا                   | ۰       |
| ۱               | اینتر-سیتیز فیرز کاپ (تمام شده)  | ۱       |
| ۰               | جام بین‌المللی قهرمانان           | ۱       |
| ۰               | جام باشگاه‌های فوتبال جهان        | ۰       |
| ۲               | مجموع                            | ۵       |
| ۴۳              | مجموع جام‌ها                      | ۲۵      |